# Oluf Rosenkrantz (baron)
 Der er flere personer med dette navn, se Oluf Rosenkrantz.
Oluf baron Rosenkrantz (12. marts 1623 i Laholm – 13. marts 1685 på Egholm) var en dansk godsejer, gehejmeråd og kritiker af enevælden.
|  |

## Opvækst og uddannelse
Oluf Rosenkrantz var søn af Holger Rosenkrantz "den rige" til Glimminge og Lene Mogensdatter Gyldenstierne. 1634-40 var han elev på Herlufsholm. Herefter fulgte en udlandsrejse. 1641 studerede han i Oxford og må antages at have givet sig indtrængende af med læsningen af klassisk litteratur, nyere historikere og politiske forfattere. Herefter fulgte ophold i Paris, Rom, Padua og Basel.

## Tidlige karriere og godsejer
Efter sin hjemkomst blev han i 1644 ansat som sekretær i kancelliet og beholdt denne stilling til 1651. I 1649 var han med i Corfitz Ulfeldts følge på hans udsendelse til Nederlandene. I 1657-58 var han kvartalskommissær på Sjælland. I 1651 blev han forlenet med det såkaldte Apostelsgods i Norge, men opnåede ikke noget større len. Ved sin fars død 1647 havde han arvet Egholm i Voldborg Herred på Sjælland og i 1653 arvede han gården Demmestrup i Skåne efter broren Magnus. Efter han i august 1652 ægtede Birgitte Krabbe, datter af Norges statholder Gregers Krabbe og Dorthe Daa, var der også udsigt til arv fra denne side. Ved svigerfarens død i 1655 fik han således Enggaard det nuværende Gyldensteen.

## Den anonyme kritiker
Oluf Rosenkrantz vides at have været tilstede på stændermødet 1660 forud for enevældens indførelse. Men trods sin velstand og udmærkede evner spillede han ikke nogen nævnteværdig rolle. Fredsslutningen efter svenskekrigene i København 1660 havde allerede berørt ham, da han 1661 solgte sin skånske gård til den svenske adelsmand Magnus Durell. Denne følelse af være særligt ramt og tillige forbigået forstærkedes yderligere de følgende år. Oluf Rosenkrantz havde ikke været personlig begunstiget af det gamle regimente, men udsigten til ære og forfremmelse blev kun ringere under den nye enevælde. Han fik intet embede. Stillingen som kommissarius ved beslaglæggelsen af Kaj Lykkes ejendomme 1661 var heller ikke nogen tilfredsstillelse for ham.
Oluf følte som adelsmand sorg over enevælden, over adelens nederlag og de nye elementers fremtrængen. Blodet kogte i ham, og 1663 trådte han for første gang frem på den politiske scene. Anledningen var et lille anonymt skrift, der indeholdt et skarpt angreb på adelen med Titlen: "De ordine subditorum in regno Daniæ et inprimis de nobilitate epistola". Både Oluf Rosenkrantz og eftertiden har antaget, at forfatteren bag var generalauditøren Poul Tscherning.
Som svar på dette blev det ligeledes anonyme skrift "Nobilitatis responsum ad famosum factiosi calumniatoris libellum" udgivet. Forfatteren kan ikke bestemmes ud fra samtidige kilder, men alt tyder dog på, at traditionen har ret i at tilskrive det til Oluf Rosenkrantz. Ikke uden taktisk behændighed begynder det med at lægge forfatteren til brevet om adelstanden for had hos selve hans formodede høje beskyttere ved at beskylde ham for igennem adelstandens ødelæggelse at ville bane vejen for monarkiets forvandling til en demokratisk republik. Dernæst at have hævdet adelstandens naturlige berettigelse kulminerer det i påstanden om det uretfærdige i at beskylde adelen for uvidenhed og ørkesløshed, når den tvinges til at tilbringe sit liv uden at anvendes i statens tjeneste og trænges tilbage af usle, hadefulde parvenuer.
Stilen i skriftet skæmmes af en slem Pathos. Dets indhold er i adskillige henseender let angribeligt, men der var varme over det, og det måtte gøre opsigt ved at fremstille sig som et svar fra hele adelstanden. En ikke ringe uro og forbitrelse opstod også i de magthavendes kreds. Det hed sig, at man påtænkte en offentlig afbrændelse af skriftet ved bøddelen, men den anonyme forfatter kunne man ikke ramme, og tvivlsomt er det vel også, om man vidste, hvem det var.

## Baron Rosenkrantz
Men noget embede fik Oluf Rosenkrantz stadig ikke. I 1669 vovede han sig til i eget navn at fremsætte sine holdninger, om end i en meget afdæmpet form. I et mindeskrift over den afdøde, forhenværende statholder i Norge Niels Trolle talte han med vemod om sit ufrivillige otium, priste den stat, der gav de ædelbårne hædersposter, og ytrede sin foragt for dem, der hyldede den afskylige grundsætning, at alle fremragende spidser bør afhugges. Alt dette tyder på konservativ stolthed.
Så meget mærkeligere er det da, at han blot to år efter, 25. maj 1671, lod sig ophæve til baron, og dermed blev en del af enevældens nye adels- og rangorden. I kølvandet på barontitlen fulgte da en række kongelige udmærkselser. Oktober samme år blev han Ridder af Dannebrog. Desuden kom en udnævnelse til etats- og justitsråd samt medlem af højesteret. Disse forfremmelser var ikke stødende eller usædvanligt for "den gamle adel", men baron-titlen stred direkte imod standens traditioner og var jo også beregnet på at dele den gamle ensartede adelsstand. Om det har været forfængelighed hos Rosenkrantz, der fik ham til at bryde med sine principper kan ikke afgøres.
Sikkert er det, at den egentlige drivkraft var hans hustru, Birgitte Krabbe, en dame med ambitioner. Det var hende, der forhandlede med Griffenfeld om titlerne, for at ægteparret ikke i rang skulle komme til at stå tilbage for andre. En tid stod hun vaklende over for spørgsmålet, om der skulle forbindes et virkeligt baroni af deres gods med titlen, men da hun indså, at det var dem umuligt at oprette to sådanne baronier for deres to døtre, lod hun sig nøje med titlen alene. Birgitte Krabbe skal tillige have været ganske pragtsyg. Da Holger Thott i juni 1673 holdt bryllup på Egholm med deres datter Helveg, fejredes det på den allerfineste og overdådigste måde. Samme år opkaldte Oluf Rosenkrantz en på sit gods af en nyoprettet herregård efter hende med navnet Krabbesholm.
Selvom tilen gav Oluf Rosenkrantz nogen medvind, så havde han dog stadig skuffelser. 1673 nægtede kongen ham birkeret til Egholm, og længe måtte Birgitte Krabbe se sit allerede 1671 udtalte ønske om, at manden måtte blive gehejmeråd, uopfyldt. Udnævnelsen dertil kom først 1678, endda med en årlig løn på 2000 rigsdaler. Muligvis var anledningen dertil skriftet "En sandfærdig Replique" under pseudonymet Aletophilus (sandheds-elsker). Skriftet var et forsvar for adelsmanden Jørgen Krabbe, der var blevet henrettet af svenskerne under Den Skånske Krig. Et lignende skrift fulgte året efter til forsvar for tre andre skånske adelsmænd, Knud, Tage og Holger Thott (sidstnævnte var Rosenkrantz' føromtalte svigersøn), der ligeledes var blevet dømt af svenskerne.
Men trods alt var der dog i O. R. langt mere end en titelsyg Hofmand. I selve Forsvarsskriftet for Jørgen Krabbe havde han ikke været bange for at angribe Kongernes fremmede Yndlinger og udtale, at alle Riger bør grundfæstes langt mere paa Undersaatternes gode Vilje og Kjærlighed end paa Øvrighedens Tvang og Magt, og selv om disse Ytringer i og for sig vare uskyldige som umiddelbart anvendte paa Landets Fjender, er det dog næppe for dristigt i dem at se Udtryk for Tanker, der ogsaa vare skabte ved danske Forhold.
Imidlertid havde han i det hele vedblivende stærkt sysselsat sig med Læsning af politiske og historiske Forfattere, og Regeringen havde anerkjendt hans Lærdom ved 1676 at gjøre ham til Medlem af den Kommission, der skulde undersøge
Vitus Berings danske Krønnike. Men stærkest havde dog Bekjendtskabet rned 2 Skrifter optaget ham. Det ene var et Udtog af Verdenshistorien, forfattet af en Professor ved Gymnasiet i Lüneburg, Johan Buno, og udgivet første Gang 1664, hvori Danmark var fremstillet som et oprindeligt Arverige, der kun i nyere Tid ved Adelens Overgreb var blevet til et Valgrige; det andet var en Fremstilling af den tyske Statsret, udgivet 1670 af den tyske Jurist A. P. Oldenburger, hvori var indflettet Angreb paa den danske Adel. Dybt var O. R. bleven krænket ved disse Udgydelser; han besluttede atter at opkaste sig til sin Stands Forsvarer og lod sig berolige over for Faren herfor ved Udtalelser af Overhofjægermester Hahn.

## Apologia nobilitatis Danicæ

### Bogudgivelse
Længe arbejdede han paa et latinsk Modskrift-, i Jan. 1681 satte han paa Egholm sit Navn under Fortalen paa sin «Apologia nobilitatis Danicæ», denne Bog, som blev hans Livs Bedrift og Skæbne. Han lod den trykke i Lybek, hvor ogsaa hans lille Skrift fra 1679 var trykt, men denne Gang uden Trykkested; Oplaget bestod af o. 550 Exemplarer; i Sept. 1681 kom den i Bogladen i Kjøbenhavn. Skriftet er tungt at læse, spækket, som det er, i Tidens Maner med trættende Lærdom og lange Citater af klassiske og nyere Forfattere, tilmed lidt gammelmandsagtig udtværet i sin Form. Tilsyneladende er det fuldt loyalt; Ros er der nok af baade over tidligere danske Konger og over Christian V. Ikke desto mindre kan der ingen Tvivl være om dets Tendens. Naar Christian III prises som den nationale og mod Aristokratiet særlig velsindede Konge, og naar han roses for at have anvendt indfødte Adelsmænd som Raadgivere og Embedsmænd, da var det Forskjellen og ikke Ligheden mellem før og nu, der laa Forfatteren paa Hjærte, lige saa vel som Bemærkningerne om de fremmede Dronninger, der ofte have indført skadelige Skikke, ikke havde et rent historisk Udspring.
Lige ud var Forsvaret for Adelen imod de fremkomne Angreb, Forsvaret for dens Tapperhed i Krigene, for dens Uvillighed til at følge Ulfeldts Opfordring til Frafald 1657, af hvilken Opfordring han gav et Referat, lige ud endnu mere Angrebet paa de usle Hofsnoge,
der havde benyttet denne Sag til at gjøre alt for at føre Adelen i Ulykke og stadig opfandt nye Paafund for at udrydde den, hvortil knyttedes Beskyldninger mod Tyskerne for Utaknemmelighed, i det de altid vare blevne godt modtagne i Danmark. Og bestemt hævdedes Arveregeringens Oprindelse, ikke som Tilbagevenden til gamle Tilstande, men som en frivillig Overdragelse fra Stænderne.
Kort sagt, Skriftets Mening og Aand var utvivlsom, maaske mindre passende for en enevældig Konges Gehejmeraad. Men det var dog ved Siden heraf skrevet med saa megen opmærksomhed paa Udtrykkene, at det kan forklare, at O. R. ikke havde tænkt sig de Følger for ham, det fik; thi sikkert var han ikke klar herover. Han var en retsindig, varmtfølende Mand, men ikke af dem, der søge Martyriet.

### Efterspil
Bogen vakte strax en overordentlig Opsigt, dens Tendens forstodes af velsindede og Modstandere og fremkaldte Uro i de gammeladelige Kredse, Forbitrelse ved Hoffet. Det er umuligt bestemt
at angive Ophavsmanden til de Skridt, der bleve foretagne, men uden Tvivl har selve Kongen følt sig krænket. Hurtig skred Regeringen ind. I Okt. forvistes O. R. foreløbig fra Hoffet. Forgjæves søgte han i et Bønskrift at fremstille Bogen som Afbetaling paa en Taknemmelighedsgjæld til Kongen og at hævde dens rent litterære Karakter.
Generalprokurøren Peder Scavenius forelagde ham 29 Spørgsmaal til Besvarelse; de omhandlede Grunden til, at Trykkestedet ikke var nævnt, og til at det ikke var indsendt til Censur, end videre Referatet af det oprørske Brev fra Ulfeldt, dennes Benævnelse med sit Slægtnavn trods Dommen af 1663, og til disse mindre Ting kom Klager, der viste, at Regeringen tog Sagen ved Hornene ved at ville forstaa Tendensen og i den se et Angreb baade paa det nuværende Regimente som et, der ikke svarede til det fremstillede Mønster, og paa dets fremmede Embedsmænd.
Forgjæves greb R. til at fornægte sin Bogs sande Mening ved at lægge Vægten paa, at det hele kun var en historisk Bevisførelse for Adelens Troskab og for Valgrigets Oprindelighed, forgjæves anraabte han indflydelsesrige Statsmænd om at forsone Kongen. I Nov. nedsattes en Kommission af 6 Gehejmeraader til at undersøge Sagen og fælde Dom i den. Generalfiskalens Paastand for denne Kommission lød paa, at R. skulde degraderes fra sine Titler og Bestillinger, have sin Ære og Boslod forbrudt og forvises fra Kongens Riger og Lande, medens Bogen skulde konfiskeres.
Men Flertallet af Kommissærerne var Medlemmer af den gamle Adel, og ingen Lov hjemlede Bosloddens Fortabelse undtagen i Livssager. Da Dommen faldt i Febr. 1682, lød den kun paa Fortabelse af Chargerne og paa en Bøde af 6000 Rdl.; tilmed var den kun underskrevet af 3 af de 6 Kommissærer; imellem de andre 3 var Jens Juel, der aabent havde erklæret, at O. R. vel ved sin Ubetænksomhed havde vist sig uværdig til at være Gehejmeraad, men ikke havde begaaet nogen Brøde mod Souveræniteten.
Regeringen følte sig alt andet end tilfredsstillet ved denne Udgang paa Sagen; uden Hensyn til O. R.s fornyede Bønskrift, der tydelig indeholdt Tilbud om at ordne det hele ved en frivillig Pengebøde, indstævnedes Sagen af Kongen for Højesteret, og her fandt han villigere Øren. Den ny Dom af Marts s. A. gik baade ud paa Forbrydelse af Charger og af Hovedlod; O. R. maatte tillige ikke mere opholde sig i Kjøbenhavn og skulde gjenkalde, hvad ulovligt der fandtes i Apologien. Dog mildnede Kongen kort efter Dommen derhen, at han af sin Hovedlod skulde betale 20000 Rdl. til det Ridderakademi, der paatænktes oprettet i Kjøbenhavn, og Resten gaa over til O. R.s Svigersøn Holger Thott som Belønning for hans Tjenester i den Skaanske Krig.

## Senere liv
Under alt dette havde Birgitte Krabbe ligget syg paa Egholm, og hendes Ægtefælle havde skjult Sagen for hende. Først i december 1682 fik hun at vide, at Egholm var forbrudt; for Sorgen over Titlernes Fortabelse skaanede R. hende i alt Fald endnu en Tid. Dybt rystet og ulykkelig, som hun blev ved Tanken om at skulle forlade sin Gaard, synes hun at have været den, der i den følgende Tid gjorde alt for at redde denne. For saa vidt lykkedes det ogsaa, som Egholm gik over til hendes Datter Helle Helene, gift med gehejmeråd Mogens Skeel, og forældrene blev bosiddende der; derimod gik Enggaard tabt.
O. R. synes selv mest at have opgivet Spillet; i et latinsk Tankesprog fra 1682 betegnede han sin Stemning som Lede til Verden og Længsel efter Himlen; dog forbitredes hans sidste Dage ved Generalfiskalens Fordring paa 2000 Rdl. i rede Penge som Vederlag til sig. Han døde 13. Marts 1685.